# Števo Capko
Števo (Štefan) Capko (* 21. června 1970 Košice) je československý clown, klaun, mim, herec, choreograf, divadelní autor, režisér a principál souborů Sacra Circus Archivováno 8. 2. 2023 na Wayback Machine., Teatro Piccolino a Teatro Comico.

## Život
Narodil se v Košicích. Vyzkoušel velkou řádku sportů, kde získal své pohybové schopnosti. Závodně tancoval společenské tance a posléze se stal i rozhodčím. Vystudoval Vysoké učení technické v Košicích, strojní fakultu obor výrobní management a robototechnologie. Již při tomto studiu byl součástí několika amatérských divadelních souborů, např. amatérského divadla pantomimy Brontosaurus (inscenace vývoj dopravy, Malý mimický Maratónik, Strašiak  R.U.R) až nakonec hrál v několika divadelních představeních  v Divadle Jonáša Záborského (Andrišku Andrišku, CikCikCak Bum), kde se též zúčastnil na experimentálním projektu režiséra Petra Scherhaufera "Kemu ce treba 91" v inscenaci "Na stred Ameriky karčma murovana". Po získání inženýrského titulu složil úspěšně talentové zkoušky na Katedru nonverbálního divadla na pražské HAMU, kde studoval pod vedením Ctibora Turby a Borise Hybnera. Zúčastnil se zahraníčních stáží na Scuola Teatro Dimitri ve Versio a v Mezináridním institutu loutkového divadla v Charleville-Mézières. Jako student prošel rukama i zahraničních umělců jako např. Daniel Gulko, Bernie Schürch nebo James Donlon, se kterými pak i profesně spolupracoval. Po absolutoriu se stal tvůrcem na volné noze a od roku 1999 pedagogem na své mateřské katedře Nonverbálního a komediálního divadla Hudební fakulty AMU v Praze pod vedením Borise Hybnera. Jako pedagog také působil na Katedře animované tvorby FAMU a Vysoké Škole Kreativní Komunikace. Je ženatý a má 3 děti. Hovoří nejen slovensky a česky, ale také rusínsky, anglicky, rusky a pasivně francouzsky a ukrajinsky.

### Jako herec v Sacra Circus
- Talíře – Taniere vzniklo ještě před vznikem Sacra Circusu v roce 1994, ale hraje se dodnes
- Pes závozník – Truck dog 2000

### Jako autor, herec a režisér v Sacra Circusu
- Faustroll – 2002
- Draceana - 2002
- Mechanica - 2003
- Čamburína - 2005
- Cirkus Žardini - 2007
- Lazy Varieté - 2008
- Brick cirk - 2009
- Domptér - 2011
- Šprušle - 2013
- Crazy Shakespeare - 2014
- Pták Ohnivák - 2014
- Živly - 2015
- Neviditelný cirkus 2017
- Barokní Pantomimy 2017
- Pan Bonobo 2018
- PraXchy 2022

## Filmografie
- Easy rider - 1996 (kajakář) - pixilovaný film podle vlastního scénáře spolupráce KND HAMU a Filmové školy ve Zlíně
- Eastern – Krvavý Hugo (Hugo) - 1997 režie: Aurel Klimt (nominace na sutdentského Oscara)
- Mach, Šebestová a kouzelné sluchátko - 2001 (Čung Kchuej) režie: Václav Vorlíček
- Mír jejich duši -2003 (Josef Schovánek) režie: Pavel Štingl
- U mě dobrý - 2008 (zkorumpovaný policista) režie :Jan Hřebejk
- Nestyda - 2008 (tentýž zkorumpovaný policista o pár let později) režie:Jan Hřebejk
- Jako nikdy - 2013 (farář) režie: Zdeněk Tyc
- Vzteklina - 2018 (detektiv Brož) : seriál ČT
- reklamní kampaň Eon 2020

## Divadlo

### Jako herec
- L amfiparnaso, Kjógeny, Klauniády v letech 1993 - 1997 v režii Ctibora Turby
- Boris Pictus - 1998 Borise Hybnera v divadle Alfred ve dvoře
- Hamlet - 1999 - Národním divadle v Praze
- Mistr a Markétka - 1999 - Národním divadle v Praze
- Cirkus Terra - 1999 - v Státní opeře Praha
- Cirkus Terra - 2000 - v Norské Národní Opeře Oslo
- Marné tázání nebes - 2001 - v divadle Archa
- La Belle et la Bete (Kráska a zvíře) 2003 v Národním divadle v Praze
- Pomalovaná kůže - 2003 - v divadle Archa
- Klabzubova jedenáctka - 2005 - herec v Divadle Minor v Praze
- Don Pasquale - 2005 -v Stavovském divadle v Praze
- Lacrimae Alexandri Magni – Slzy Alexandra Velikého - 2007 - v Stavovském divadle v Praze
- Příběh vojáka - 20012 - pro Orchestr Berg
- Čarokraj - 2012 - v Národním divadle v Praze
- Jeníček a Mařenka 2015 - v Národním divadle v Praze
- Ubu dnes, Ubus 2015 - Mezinárodní spolupráce měst kultury Plzeň a Mons

### Choreograf, pohybová spolupráce v ČR
- Boris Pictus - 1998 Borise Hybnera v divadle Alfred ve dvoře
- Modrý, modrý, modrý pták - 2000 Západočeské divadlo Cheb
- Láska dona Perlimlina - 2000 - Městské divadlo Karlovy Vary
- Balada pro banditu - 2000 - Městské divadlo Karlovy Vary
- Bouře - 2000 Západočeské divadlo Cheb
- Ivenhoe - 2000 Západočeské divadlo Cheb
- Makbeth - 2000 v Městském divadle v Mladé Boleslavi
- Stará historie - 2000 v Městském divadle v Mladé Boleslavi
- Veselé paničky Windsorské 2001 v Městském divadle v Mladé Boleslavi
- Merlin - 2001 Západočeské divadlo Cheb
- Noc na Karlštejně - 2002 - Horácké divadlo Jihlava
- Život je pes - 2002 v Národním divadle moravskoslezském v Ostravě
- Výlety páně Broučkovy - 2003 - v Národním divadle v Praze
- Dušičky - 2003 v Městském divadle v Mladé Boleslavi
- La Belle et la Bete (Kráska a zvíře) 2003 v Národním divadle v Praze
- Romance pro křídlovku - 2004 v Městském divadle v Mladé Boleslavi
- Prodaná nevěsta - 2004 -- Národním divadle v Praze
- Requiem - 2004 - v Národním divadle v Praze
- Peer Gynt - 2005 - v Městském divadle v Mladé Boleslavi
- Její pastorkyňa - 2005 - v Národním divadle v Praze
- Jak Mařenka a Boženka koukaly - 2005 - pro Divadlo Minor v Praze
- Don Giovanni - 2006 - v Stavovském divadle v Praze
- Revizor - 2006 - herec - v Národním divadle v Praze
- Řecké pašije - 2006 - v Národním divadle v Praze
- Tajemství - 2006 -pro Národním divadle v rámci festivalu Smetanova Litomyšl
- La fanciulla del West – Děvče ze Západu - 2007 - v Národním divadle v Praze
- Královna Hadů - 2007 - v Jihočeském divadle v Českých Budějovicích
- Panna Orleánská - 2008 - pro Klicperovo divadlo v Hradci Králové
- Příhody lišky Bystroušky - 2008 - v Národním divadle v Brně
- Pension pro svobodné pány - 2008 - v Komorní scéně Aréna v Ostravě
- Hostinec u kamenného stolu - 2008 - pro Divadlo Na Fidlovačce v Praze
- Perikles - 2008 - pro Divadlo Drak v Hradci Králové
- Dorilla in tempe - 2008 - pro Hudební festival Znojmo
- Il mondo della Luna - 2009 - pro Hudební festival Znojmo
- Juliette - 2009 - v Národním divadle v Brně
- Hra snů - 2009 - v Komorní scéně Aréna v Ostravě
- Slovenskočeské tango - 2009 - v Café teatr Černá labuť v Praze
- Popelka - 2010 - v Národním divadle v Brně
- Hamlet - 2010 - v Komorní scéně Aréna v Ostravě
- Don Quichotte - 2010 - v Státní opeře Praha
- La Dafne - 2011 - v Národním divadle v Brně
- Turandot - 2011 - v Národním divadle v Brně
- Cardillac - 2011 - v Národním divadle moravskoslezském v Ostravě
- Don Juan a Faust - 2011 pro Divadlo Drak v Hradci Králové
- Tři Pintové - 2012 -v Státní opeře Praha
- Příběh vojáka - 20012 - pro Orchestr Berg
- Armida - 2012 - v Národním divadle moravskoslezském v Ostravě
- Vstupte! - 2013 - pro Divadlo na Vinohradech v Praze
- Sedmá pečeť - 2013 - v Národním divadle v Brně
- Anna Bolena - 2013 - v Národním divadle moravskoslezském v Ostravě
- Impresário ze Smyrny - 2014 - pro Divadlo Drak v Hradci Králové
- PODIVUHODNÝ CIRKUS DR. TARZANA - 2014 - pro Divadlo Drak v Hradci Králové
- SUNSET BOULEVARD - 2015 - v Národním divadle moravskoslezském v Ostravě
- CHYTRAČKA / MĚSÍC - 2016 - v Národním Divadle Praha
- Prodaná nevěsta - 2022 - NDM OStrava

### Choreograf, pohybová spolupráce v zahraničí
- Její pastorkyňa - 2004 - v Opera Ireland v Dublinu
- Její pastorkyňa - 2005 - v Latvijan Nationālā opera Rize
- Mandragora -2006 a Cigáni idú do neba 2007- pro Mestské divadlo v Žilině
- Perinbaba - 2006 - Utekajte slečna Nituš! - 2007 pro Divadlo Jonáša Záborského v Prešově
- Requiem - 2008 - pro Operu v Tampere ve Finsku
- Nápoj lásky - 2011 - Štátna Opera Banská Bystrica
- Manon Lescaut - 2012 - v Slovenském národním divadle v Bratislavě
- Oresteia - 2012 - v Slovenském národním divadle v Bratislavě
- Veĺa kriku pre nič - 2013 - v Slovenském národním divadle v Bratislavě
- La clemenza di Tito - 2014 - v Slovenském národním divadle v Bratislavě

### Režie
- Benátská dvojčata - 2006 - režie - v Městském divadle v Mladé Boleslavi

## Pedagogická činnost
- Od roku 1999 do 2019 HAMU Katedra Nonverbálního divadla dnes Pantomimy, kde vyučoval clownerii, fyzické divadlo, improvizaci a tělesný mimus
- Od roku 2008 do 2022 FAMU Katedra Animace, kde vyučuje hru s maskou, obory s hercem v animovaném filmu – pixilace, gestické a mimické herectví, analýzu a stavba gagu a acting in animation
- Od roku 2017 VŠKK obor Animace a vizuální efekty vyučuje Herectví v animaci a tvorbu Gagu

### Masterclass - vedení stáží
- 2004 Toyama a Toga workshop divadelní clownerie pro Toyama Prefecutural Artistic and Cultural Association Japonsko
- 2009 workshop divadelní clownerie ve Flying actors studio San Francisco USA
- 2012 workshop divadelní clownerie Akadémia Umení Banská Bystrica Slovensko
- 2014 workshop Herectví s maskou Akadémia Umení Banská Bystrica Slovensko
- 2014 workshop Clownerie VŠMU Bratislava Slovensko